# Journal Star (Peoria)
El Journal Star es el principal periódico de Peoria, Illinois y sus alrededores. Primero propiedad local, luego propiedad de los empleados, se convirtió en una entidad de Copley Press en 1996. En 2007, el periódico se vendió a GateHouse Media, con sede en Fairport, Nueva York.

## Historia
El antepasado más antiguo del Journal Star, Peoria Daily Transcript, fue fundado por N. C. Nason y publicado por primera vez el 17 de diciembre de 1855. The Peoria Journal fundado como periódico vespertino por Eugene F. Baldwin, propietario de El Paso Journal  y exeditor del Daily Transcript, y J. B. Barnes y primer editor el 3 de diciembre de 1877. Henry Means Pindell fundó el Peoria Herald en 1889; y pronto compró el Daily Transcript, formando el Herald-Transcript. Baldwin, quien desde entonces había dejado el Journal, comenzó el Peoria Star, con Charles M. Powell el 7 de noviembre de 1897. Pindell compró el Journal en 1900, vendió el Herald-Transcript en 1902 y, después de que ese periódico se convirtiera en el Transcript, lo volvió a comprar en 1916 y lo fusionó con el Journal, creando el Peoria Journal-Transcript, con el Transcript en la mañana. y el Journal por la tarde.
En 1944, Journal and Transcript y su rival Star combinaron editoriales como Peoria Newspapers Inc. con Star como periódico matutino y Journal-Transcript como periódico vespertino, pero mantuvieron su competencia en el periodismo hasta 1954, cuando se acordó una fusión total. Una vez que se llegó al acuerdo, tanto el diario de la mañana como el de la tarde cambiaron inmediatamente sus nombres a Journal Star. Para albergar el periódico fusionado, la sede actual del periódico se construyó cerca de War Memorial Drive (ruta 150 de los EE. UU.) y el puente McClugage; la primera edición de las nuevas imprentas fue el 14 de noviembre de 1955.
Durante una huelga de periódicos en 1958, los miembros del Newspaper Guild imprimieron un periódico temporal, The Peoria Citizen.
En las elecciones presidenciales de 1980, el Journal Star respaldó al candidato libertario Ed Clark.
Entre 1984 y 1990, el Plan de Propiedad de Acciones para Empleados de Journal Star compró alrededor del 83 % de la compañía, convirtiéndola efectivamente en propiedad de los empleados. La compañía también compró el Galesburg Register-Mail de Galesburg, Illinois, en 1989. Sin embargo, el éxito de los empleados tuvo el efecto contrario para la propia empresa, ya que tuvo que recomprar acciones de un gran número de jubilados anticipados. El periódico fue vendido a Copley Press, propiedad de Helen Copley, en 1996; Copley era también propietaria de los también periódicos del estado de Illinois, el State Journal-Register en Springfield, Illinois, y el Lincoln Courier.
Cuando Copley compró el periódico en 1996, la tirada diaria era de más de 75 000 ejemplares. Según un informe de la Fundación Knight de 2005, la circulación de Journal Star para ese entonces era de 65 126. El Journal Star es el periódico de mayor circulación en el sur del estado de Illinois y el cuarto periódico de Illinois de mayor circulación. En septiembre de 2006, el Journal Star ocupaba el puesto 136 entre los periódicos más grandes de los Estados Unidos.